# Шамбхуварман
Шамбхуварман (кхмер. ឝម្ភុវម៌្ម) — царь Ченлы (730—760).

## Биография
Сын и преемник Пушкаракши.
По геополитическим причинам женился на принцессе из Вьядхарапуры, в результате чего под его власть попала вся Ченла Воды и Ченла Земли — история этих двух государств отражена в надписях IX века, историческая и генеалогическая достоверность которых, впрочем, ставится под сомнение.
Его преемником стал его сын Раджендраварман I.